# PrüstelGP
CFMoto PrüstelGP war ein deutsches Motorradsport-Team aus dem sächsischen Oberlungwitz, das von 2016 bis 2023 in der Moto3-Weltmeisterschaft antrat, nachdem im Saisonverlauf Dirk Heidolfs Racing Team Germany übernommen wurde. Das Team wurde von Ingo Prüstel und dessen Sohn Florian geleitet. Die letzten Fahrer waren der Spanier Xavier Artigas und der Australier Joel Kelso.
Beim Qualifying zum Großen Preis von Italien 2021 verunglückte PrüstelGP-Fahrer Jason Dupasquier tödlich.
Weitere Fahrer Prüstels waren zudem Alexis Masbou, John McPhee, Albert Arenas, Hafiq Azmi, Vicente Pérez, Patrik Pulkkinen, Jakub Kornfeil, Marco Bezzecchi, Dirk Geiger, Barry Baltus, Ryusei Yamanaka, Filip Salač, Carlos Tatay, David Almansa und Noah Dettwiler. Das Team setzte die ersten beiden Jahre Peugeot-Motorräder ein; ab 2018 jene von KTM.
Zum Ende der 2023er Saison beendete das Team sein Moto3-Engagement. Zunächst waren Artigas und Riccardo Rossi als Fahrer für 2024 geplant gewesen.

## Statistik

### Moto3-Team-WM-Ergebnisse (seit 2018)
- 2018 – Zweiter
- 2019 – Elfter
- 2020 – 16.
- 2021 – Zehnter
- 2022 – Siebter
- 2023 – Achter

### Grand-Prix-Siege
| Saison | Klasse | Rennen                       |
| ------ | ------ | ---------------------------- |
| 2016   | Moto3  | Tschechien                   |
| 2018   | Moto3  | Argentinien Osterreich Japan |